# بوفکساماک
بوفکساماک (انگلیسی: Bufexamac) دارویی است که به عنوان یک عامل ضدالتهابی روی پوست و همچنین از راه راست استفاده می‌شود. نام‌های تجاری رایج عبارتند از Paraderm و Parfenac. مصرف این دارو در اروپا و استرالیا به دلیل واکنش‌های آلرژیک ممنوع شد.

## نشانه‌ها
پمادها و لوسیون‌های حاوی بوفکساماک برای درمان اگزمای تحت حاد و مزمن پوست، از جمله اگزمای آتوپیک، و همچنین آفتاب‌سوختگی و سایر سوختگی‌های جزئی، و خارش استفاده می‌شوند. شیاف‌های حاوی بوفکساماک در ترکیب با بی‌حس کننده‌های موضعی برای مقابله با هموروئید استفاده می‌شوند.

## فارماکولوژی
تصور می‌شود که بوفکساماک با مهار آنزیم سیکلواکسیژناز عمل می‌کند، که آن را به یک داروی ضد التهابی غیر استروئیدی تبدیل می‌کند. شواهد در مورد مکانیسم عمل کمیاب است. افزون بر این، بوفکساماک به عنوان یک مهارکننده خاص کلاس IIB هیستون داستیلازها (HDAC6 و HDAC10) شناسایی شد.

## اثرات جانبی
بوفکساماک می‌تواند باعث درماتیت شدید تماسی شود که تشخیص آن از شرایط اولیه دشوار است. در نتیجه، آژانس دارویی اروپا توصیه کرد در آوریل ۲۰۱۰ مجوز بازاریابی را پس بگیرد.